# Torinokogami
Le torinokogami (鳥の子紙), littéralement : « papier enfant d'oiseau », parfois également prononcé torinokoshi, est un des papiers de plus haute qualité au Japon. Il porte ce nom en raison de son aspect brillant et de sa couleur, rappelant une coquille d'œuf.
C'est un papier à la fois adapté à la calligraphie, la peinture et aux estampes.
Ce papier est principalement basé sur de la fibre à papier nommée ganpi (雁皮), parfois orthographié gampi, littéralement « peau d'oie sauvage », ou ganpishi (雁皮紙) (papier ganpi). Les noms latins des plantes utilisées pour cette fibre sont Diplomorpha sikokiana honda ou Wikstroemia sikokiana.
Comme cette fibre est particulièrement sensible à l'eau, on la mélange généralement à d'autres fibres, telles que la fibre de mûrier à papier, fibre de base des premiers papiers chinois et parfois appelée kōzo (楮) (mûrier à papier) ou chōshi (楮紙) (papier de mûrier à papier) au Japon.

## Histoire
Il fut créé à l'époque de Muromachi (1336-1573). Les premières traces écrites de l'existence de ce papier sont différents textes vers 1330 et un premier dictionnaire définit son nom en 1444.